# Mihail Kauffman
Mihail Kauffman (în rusă Михаил Петрович Кауфман; n. 2/14 noiembrie 1821, Telenești, gubernia Basarabia, Imperiul Rus – d. 20 ianuarie 1902, Sankt Petersburg, Imperiul Rus) a fost inginer militar și general rus de origine austriacă.

## Biografie
S-a născut în satul Telenești din ținutul Orhei, gubernia Basarabia (Imperiul Rus). A fost un elev al Școlii de Inginerie din Nikolaev, pe care a absolvit-o la 13 august 1839 în calitate de genist.
La 13 martie 1840 a fost transferat la echipa de ingineri din Bobruisk, dar la 1 februarie 1842 a fost trimis din nou la o școală militară, iar la 11 august același an a fost avansat la gradul de sublocotenent și transferat în clasa superioară a școlii. La sfârșitul cursului, la 12 august 1843, a fost numit ofițer și înrolat în echipa de ingineri din Sankt Petersburg. La 28 octombrie 1847 a fost numit adjutant de batalion, iar la 11 aprilie 1848, a fost avansat la locotenent.
La 16 noiembrie 1848, din propria sa voință, s-a transferat la Batalionul I de geniști caucazieni cu gradul de căpitan al Statului Major al Armatei, participând la o serie de expediții împotriva rebelilor caucazieni. În campania din 1849, el a comandat cea de-a treia companie de ingineri a batalionului detașamentului din Daghestan al prințului Moisei Argutinski-Dolgoruki, cu care a participat la deplasarea de la Temir-Han-Șura spre Țudahar și mai departe către satul Cioha și asediul și capturarea acestuia din urmă; în toamna aceluiași an, a fost angajat la săparea Drumului Militar „Ahtinski”. Pentru participare la asediul satului Cioha, i s-a acordat Ordinul Sf. Anna, cl. a III-a. În 1850, împreună cu compania sa, a luptat pe Linia de apărare lezghină. La 19 ianuarie 1851, a fost avansat la gradul de căpitan.
În vara anului 1851, Kauffman a continuat să lucreze la Drumul Militar „Ahtinski” și pentru aceste lucrări pe 28 octombrie a primit Ordinul „Sf. Ana”, cl. a II-a.
În campania din 1852 a fost trimis în ținutul Jaro-Balokan, iar la 9 mai a participat la o confruntare cu un detașament rebel, apoi a vizitat în mod repetat diferite sate și a participat la noi lupte cu rebelii. După o vacanță de patru luni, s-a întors la batalionul său din Tiflis, dar nu a rămas acolo mult timp și a fost trimis din nou în ținutul Jaro-Balokan, unde a comandat unitățile de ingineri ale Detașamentului Lezghin.
Odată cu începutul războiului din Crimeea, batalionul genist caucazian a intrat în detașamentul „Alexandropol” al generalului Vasili Bebutov și la 2 noiembrie 1853, Kauffman inclusiv, a luat parte la o importantă bătălie cu turcii la Bayandur. Din ianuarie până în martie, a comandat temporar un batalion din cauza morții comandantului. Pentru onoruri la 25 aprilie 1854 a fost avansat la locotenent-colonel. Pe 24 iulie a luat parte la o nouă ciocnire cu turcii la Kuriuk-Dara.
În timpul campaniei din 1855, în timpul asediului de la Kars, Kaufman a făcut parte din detașamentul generalului Kovalevski și a mers în repetate rânduri în misiuni recunoaștere la Saganlug și Erzurum, pentru care acțiuni a fost distins cu Ordinul Sf. Vladimir, cl. a IV-a. În timpul atacului nereușit de la Kars, s-a aflat în rezervă și a fost trimis cu un batalion al Regimentului de infanterie din Riazan pentru a susține coloana generalului Maidel, care pierdea lupta de la Fortul Șorah. Acțiunile lui Kauffman au permis regruparea și retragerea în ordine a coloanei. Aceeași acțiune a lui Kaufman a salvat coloana generalului Kovalevski, care a suferit pierderi semnificative în atacul fortificațiilor Ceakmah. Pentru curajul din timpul acestor lupte, a fost distins la 30 septembrie 1855 cu Ordinului „Sf. Gheorghe”, cl. a IV-a.
La 15 mai 1857, pentru curajul personal în timpul războiului din Crimeea, a fost promovat colonel, iar la 23 decembrie a primit comanda Regimentul de infanterie „Navaginski”.
Cu regimentul său, Kaufman a parcurs întreaga campanie din 1858 în Cecenia, dintre evenimentele majore la care a luat parte, au fost ridicarea fortificațiilor de la Argun, Șatoi și Evdokimovka, precum și asaltul fortificațiilor din Pădurea Varandinski. Pentru distincție în expedițiile împotriva caucazienilor, a fost distins la 6 noiembrie 1858 cu o sabie de aur cu inscripția „Pentru vitejie” (pentru campania din Cecenia) și la 22 august 1859 cu Ordinul „Sf. Vladimir”, cl. a III-a (pentru expediția de vară din 1859).
La începutul anului 1860, perioada caucaziană a activității militare a lui Kaufman s-a încheiat, fiind detașat la Sankt Petersburg, unde la 13 martie 1860 a fost numit executor al Academiei de Inginerie „Nikolaevskaia” și la 30 august 1860 a fost avansat la gradul de general-maior.
Din 1862, a participat la lucrările numeroaselor comisii și comitete de reformă militară: Comitetul special pentru transformarea instituțiilor de învățământ militar, Comitetul pentru schimbarea numărului de trupe, Comitetul pentru întocmirea militar-judiciară, Comitetul pentru structura și formarea trupelor (1863), Comitetul pentru examinarea și redactarea din nou a cartei Academiei medico-chirurgicale (1865) și altele. Aceste participări i-au adus Ordinul „Sf. Stanislav”, cl. I (17 aprilie 1862) și Ordinul „Sf. Ana”, cl. I, cu spade (19 aprilie 1864).
La 28 octombrie 1866 a fost avansat la gradul de general-locotenent, apoi general-intendent, iar la 3 noiembrie a predat postul de șef al Academiei de Inginerie. La 30 martie 1867 a fost numit șef-intendent al ministerului de război.
În funcțiile de șef al Academiei de Inginerie și de șef-intendent, Kaufman s-a dovedit a fi un excelent administrator și în timpul conducerii de 11 ani a fost distins cu gradul de general-adjutant (25 noiembrie 1869) și cu Ordinele Sf. Vladimir, cl. a II-a cu săbii (20 aprilie 1869), „Vulturul alb” (30 august 1873) și „Sf. Alexander Nevski” (30 august 1876).
După ce a părăsit postul de șef-intendent în 1877, Kaufman a fost promovat general-inginer la 16 aprilie 1878 și membru al Consiliului de stat la 16 martie 1882.
Din 28 octombrie 1866, a devenit membru cu drepturi depline al Societății Tehnice Ruse, din 8 februarie 1869 membru cu drepturi depline al Societății Geografice Ruse (departamentul de statistică), la 7 decembrie 1885, a fost ales membru onorific al Academiei de Științe din Sankt Petersburg. În 1898, Kaufman și-a dat demisia din titlul de președinte al direcției principale a Crucii Roșii. În 1899 i s-a acordat Insignia Crucii Roșii.
Începând cu 1890, conform ordinii de acordare a premiilor, a fost printre pensionarii deținători ai Ordinului „Sf. Gheorghe”, cl. a IV-a (150 ruble pe an).
A murit pe 7 ianuarie 1902.